# Мовчан, Михаил Фёдорович
Михаил Федорович Мовчан (укр. Михайло Мовчан) — прилуцкий полковник Войска Запорожского.

## Биография
Место и дата рождения Мовчана неизвестны. Выдвинулся из рядового казачества, благодаря своей ловкости и предусмотрительности.
Военную карьеру начал на службе у гетмана Петра Дорошенко. Гетман, не находя нужной поддержки у казачества Правобережной Украины, переместился на левый берег Днепра. В 1665 году Дорошенко был избран гетманом Правобережной Украины и пытался заменить в значительной мере земские казацкие ополчения наемными казацкими полками, носившими название «охочекомонных» и «серденят»  (Сердюцкие пехотные полки). Поступая на наемную службу к гетману за жалованье и содержание, те и другие полностью зависели от него, повиновались назначенным по его выбору старши́нам и не могли пользовались правом созывать рады для обсуждения общественных дел, контролировать политические планы и действия гетмана.
В 1675 году Федор Мовчан был уже в должности полковника одного из таких «сердюцких» полков Дорошенка. Однако, чувствуя шаткость положения гетмана и его неспособность достигнуть поставленных целей, заблаговременно весной 1675 года, несмотря на ропот своих сердюков, перешел со своим полком на Левобережную Украину, подчинился гетману Самойловичу и поступил к нему на службу. Самойлович выпросил для Мовчана и его полка царское жалованье и стал на его примере склонять к переходу на свою сторону другие сердюцкие полки Дорошенка.
Отправляя свои отряды против Дорошенка, Самойлович постоянно присоединяет к ним полк Мовчана, рассчитывая на то, что товарищеские связи этого полковника побудят и других «сердюцких» военачальников последовать его примеру. Так, в марте 1676 года Самойлович писал в универсале, посланном к наемным полкам Дорошенка: 

«Можете сами слышати, что господин Мовчан со своими товарищи и иные компанеи — пехотные полки не без хлеба и достойного призрения при нас живут; с которыми и вы, без всякого перечения и поругания, от кого ни есть, равные милости и призрения от нас, яко единого Войска Запорожского матери дети, узнавати будете — нашим словом обнадеживаем».
После падения Дорошенка, за важные услуги, оказанные в этом деле, Самойлович наградил Мовчана и возвел его в должность прилуцкого полковника, от которой заставил отказаться бывшего полковника Ивана Маценко.
В своем универсале 13 апреля 1678 года гетман извещал жителей прилуцкого полка об этом распоряжении: 

«Поневаж пан Иван Маценко, бывший полковник ваш прилуцкий, доброволне извеняся своего старшинства, и за оное нам подяковал, и старшина вашего полку, тут в Батурине бувшая, з товариством певным, за позволением нашим, згодливыми голосами своими на той полковницкий урад пана Федора Мовчана обволали и над себе вынесли, теды и мы его, пана Мовчана, знаючи быти у войску запорожском заслуженого, годного и до делностей рыцарских способного мужа, цале на том старшинстве потвержаем».
В 1678 году Михаил Мовчан в качестве прилуцкого полковника принимал участие в походе Самойловича против турок под Чигирин, за что получил похвальную грамоту, а в следующем 1679 году был отставлен (по неизвестной причине) от должности и поселился в Прилуках в качестве частного обывателя.
Оставил после себя, так называемую, «записную книгу», своеобразную летопись, содержащую ценную информацию как личной, так и  общественной жизни того периода, описывающую внутренний быт общества XVII века.